# William Sancroft

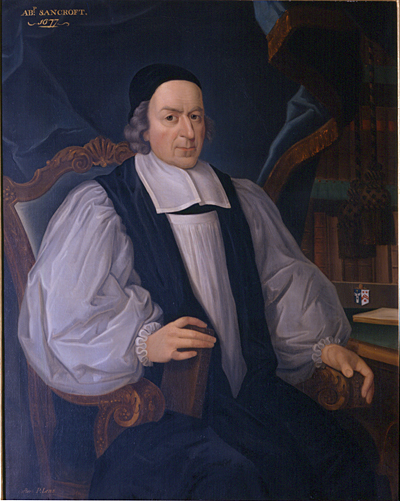
William Sancroft.

William Sancroft, född den 30 januari 1616 i Fressingfield (Suffolk), död där den 24 november 1693, var en engelsk ärkebiskop.
Sancroft blev 1642 fellow vid Emmanuel College i Cambridge, nödgades 1649 som rojalist resa utomlands, återvände efter restaurationen 1660 och blev då Karl II:s hovpredikant, 1662 föreståndare för Emmanuel och 1664 domprost vid Sankt Pauls-katedralen. Sancroft verkade nitiskt för dennas ombyggnad efter den stora branden i London 1666. 
Sancroft blev 1677 ärkebiskop av Canterbury och ledde som sådan den anglikanska kyrkans motstånd mot Jakob II:s till katolikers och dissenters förmån utfärdade indulgensförklaring från 1687. Då han och sex andra biskopar vägrade att låta kungöra denna förklaring i kyrkorna, fängslades de (maj 1688) och ställdes inför rätta, men frikändes. 
Under de sista månaderna av Jakobs regering försökte Sancroft förmå honom att ändra sin religionspolitik och sammankalla ett fritt parlament. Han höll emellertid fast vid sin tro- och huldhetsed till Jakob, underlät att uppvakta Vilhelm och Maria efter ärorika revolutionen och suspenderades därför i augusti 1689 för sin vägran att avlägga trohetsed till det nya konungaparet. 
I februari 1690 förklarades han, till följd av edsvägrarschismen, avsatt från sitt ämbete och fick i juni 1691 lämna ärkebiskopsresidenset Lambethpalatset. Som teolog var Sancroft lärjunge till Andrewes och Laud, och han har kallats "den siste av den gamla skolans kyrkopolitiker i England".